# جو الملك
جو الملك (بالإنجليزية: Joe the King)‏ فيلم أمريكي إنتاج عام 1999، كتبه وأخرجه فرانك ويلي.
وهو مستند من طفولته وطفولة شقيقه. والفيلم بطولة نوا فلايس وفال كيلمر وكارن يانغ وإيثان هوك وآخرين.
وعرض للمرة الأولى في مهرجان ساندانس السينمائي عام 1999، وفاز بجائزة والدو سولت للسيناريو مناصفة مع فيلم «غينيفير» لأودري ولز.

## روابط خارجية
- جو الملك على موقع IMDb (الإنجليزية)
- جو الملك على موقع ميتاكريتيك (الإنجليزية)
- جو الملك على موقع روتن توميتوز (الإنجليزية)
- جو الملك على موقع أول موفي (الإنجليزية)
- جو الملك على موقع بوكس أوفيس موجو (الإنجليزية)
- جو الملك على موقع فيلمافينيتي (الإسبانية)
- جو الملك على موقع قاعدة بيانات الفيلم (الإنجليزية)
- جو الملك على موقع ليتربوكسد (الإنجليزية)
- جو الملك على موقع كينوبويسك (الروسية)